# Killing Is My Business... And Business Is Good!
Killing Is My Business... And Business Is Good! er debutalbummet fra det amerikanske thrash metal-band Megadeth, som blev udgivet i 1985 gennem Combat Records. Deluxe udgaven udkom i 2002 med et nyt CD-cover og en masse bonusnumre. Albummet er blevet genudgivet tre gange.

## Spor

### Numre (1985)
1. "Last Rites/Loved To Deth"
2. "Killing Is My Business... And Business Is Good!"
3. "Skull Beneath The Skin"
4. "These Boots"
5. "Rattlehead"
6. "Chosen Ones"
7. "Looking Down The Cross"
8. "Mechanix"

### Numre (1995)
1. "Last Rites/Loved To Deth"
2. "Killing Is My Business... And Business Is Good!"
3. "Skull Beneath The Skin"
4. "Rattlehead"
5. "Chosen Ones"
6. "Looking Down The Cross"
7. "Mechanix"

### Numre (2002)
1. "Last Rites/Loved to Deth" – 4:40
2. "Killing Is My Business... And Business Is Good!" – 3:06
3. "The Skull Beneath The Skin" – 3:47
4. "Rattlehead" – 3:43
5. "Chosen Ones" – 2:55
6. "Looking Down The Cross" – 5:02
7. "Mechanix" – 4:22
8. "These Boots" – 4:42
9. "Last Rites/Loved To Deth" (demo) – 4:18
10. "Mechanix" (demo) – 4:01
11. "The Skull Beneath The Skin" (demo) – 3:11

## Musikere
- Dave Mustaine – Guitar, vokal, klaver
- Chris Poland – Guitar
- David Ellefson – Bas, bagvokal
- Gar Samuelson – Trommer, percussion